# Pseudophotopsis
Pseudophotopsis is een geslacht van vliesvleugelige insecten van de familie Mierwespen (Mutillidae).

## Soorten
- P. armeniaca (Skorikov, 1935)
- P. caucasica (Radoszkowski, 1885)
- P. obliterata (Smith, 1855)
- P. schachruda (Skorikov, 1935)
- P. syriaca (Andre, 1900)